# Silvio Pellerano
Silvio Pellerano (Massa, 16 marzo 1858 – Firenze, 7 maggio 1927) è stato un avvocato, dirigente d'azienda e politico italiano.

## Biografia
Laureato a Pisa, fu consigliere comunale e sindaco, consigliere e presidente della provincia di Massa Carrara, consigliere comunale ed assessore a Firenze. Deputato per quattro legislature, venne nominato senatore nel 1914.